# 上湯温泉
上湯温泉（かみゆおんせん）は、奈良県吉野郡十津川村出谷にある温泉。

## 泉質
- ナトリウム - 炭酸水素塩泉
  - 　源泉温度76度。湯は無色透明、かすかに硫黄臭。飲泉可。源泉掛け流し（季節により加水による湯温調整あり）。[1]

## 温泉地
旅館 「神湯荘」と日帰り温泉「河原の湯」のみ営業している。神湯荘は上湯川沿いに露天風呂を持ち、日帰り入浴も可能。「日本秘湯を守る会」の会員である。
日帰り入浴施設「出谷温泉公衆浴場つるつる乃湯」は、2011年の台風12号水害で被災し閉館した。
以前は民宿もあった。上湯川沿いに河原を掘ると温泉が湧く場所（野湯）もあったが、2011年に被災して閉鎖していた。2017年に露天風呂「河原の湯」としてリニューアルオープンした。

## 歴史
開湯は享保年間（1716年 - 1736年）と言われる。
1985年（昭和60年）3月19日、湯泉地温泉、十津川温泉とともに「十津川温泉郷」として国民保養温泉地に指定された。
2004年（平成16年）6月28日、十津川村役場が、村内の温泉の「100%源泉掛け流し宣言」を発表した。

## アクセス
- 車：五條市・新宮市から国道168号、十津川村平谷蕨尾（ワラビ尾交差点）より国道425号経由、奈良県道735号龍神十津川線。
- バス：近鉄大和八木駅、JR五条駅、JR新宮駅より奈良交通（八木新宮線、十津川線） - 「十津川温泉」停留所で十津川村営バス（上湯川線、寺垣内線）に乗換 - 「小原口」停留所下車[2]。